# ناگو، اوکیناوا
ناگو در استان اوکیناوا در کشور ژاپن  واقع شده‌است  که دارای جمعیت ۶۰٬۵۹۸ نفر و مساحت ۲۱۰٫۳۰ کیلومتر مربع با تراکم جمعیت ۲۷۸  نفر در کیلومترمربع است و در تاریخ ۱ اوت ۱۹۷۰ به عنوان شهر شناخته شد.